# A Free Lunch
A Free Lunch è un cortometraggio muto del 1907 diretto da Gilbert M. 'Broncho Billy' Anderson e interpretato da Ben Turpin.

## Produzione
Il film fu prodotto dalla Essanay Film Manufacturing Company.

## Distribuzione
Il cortometraggio - distribuito dall'Essanay Film Manufacturing Company - uscì nelle sale cinematografiche USA il 2 novembre 1907. Nelle proiezioni, veniva programmato con il sistema dello split reel, accorpato in un'unica bobina con un altro cortometraggio della Essanay diretto da Anderson, The Street Fakir.